# Kotzau (Altenstadt an der Waldnaab)
Kotzau ist ein Gemeindeteil von Altenstadt an der Waldnaab im Landkreis Neustadt an der Waldnaab des bayerischen Regierungsbezirks Oberpfalz.

## Geographische Lage
Kotzau liegt ungefähr 600 m westlich der Dürrschweinnaab.
Am Südrand von Kotzau verläuft die Kreisstraße NEW 2, die von Parkstein kommend 1,4 km weiter westlich in die Bundesstraße 22 mündet.
Kotzau befindet sich 1 km nordwestlich von Meerbodenreuth und 5 km nordwestlich von Altenstadt an der Waldnaab.

## Geschichte
Kotzau (auch: Kotzaw, Kozau) wird im Salbuch aus dem Jahr 1366 erwähnt.
Im Dreißigjährigen Krieg wurde Kotzau völlig ausgeraubt und verwüstet.
Erst im Jahr 1700 pachtete der Forstmeister Wilhelm von Weveld das Anwesen für 6 Jahre und richtete einen Schafhof mit einem Hirten und einem Knecht darauf ein.
Im Verzeichnis von 1759 sind in Kotzau 11 männliche Einwohner verzeichnet.
Das Verzeichnis von 1792 nennt für Kotzau 4 Amtsuntertanen.
1800 war Kotzau eine Einöde mit 2 Höfen und 3 Einwohnern.
Die Einöde Kotzau gehörte zum Anfang des 19. Jahrhunderts gegründeten Steuerdistrikt Meerbodenreuth.
Meerbodenreuth war gleichzeitig unmittelbare Landgemeinde.
Zur Gemeinde und zum Steuerdistrikt Meerbodenreuth gehörten außer Kotzau noch der Weiler Buch und die Einöden Süßenlohe und Waldhof (Moosöd).
Zusammen mit der Gemeinde Meerbodenreuth wurde Kotzau am 1. Juli 1975 in die Gemeinde Altenstadt an der Waldnaab eingegliedert.

### Einwohnerentwicklung in Kotzau ab 1817
| Jahr | Einwohner | Gebäude |
| ---- | --------- | ------- |
| 1817 | 26        | 3       |
| 1838 | 16        | 3       |
| 1871 | 17        | 14      |
| 1885 | 18        | 2       |
| 1900 | 15        | 2       |
| 1913 | 14        | 2       |

| Jahr | Einwohner | Gebäude |
| ---- | --------- | ------- |
| 1925 | 16        | 2       |
| 1950 | 15        | 2       |
| 1961 | 13        | 2       |
| 1970 | 12        | k. A.   |
| 1987 | 14        | 3       |
| 2011 | 10        | k. A.   |